# Quiosque da Ramadinha
O Quiosque da Ramadinha é um quiosque na antiga freguesia da Vitória, na cidade do Porto, em Portugal.

## Descrição e história
O edifício situa-se na Praça Carlos Alberto, em frente ao Palacete dos Viscondes de Balsemão, na cidade do Porto. Consiste numa estrutura em madeira, com planta de forma hexagonal, e uma cobertura encimada por um corpo de forma de pirâmide, que lhe dá uma impressão de verticalidade. Está pintada em tons encarnados, e três das suas fachadas possem janelas de guilhotina com portadas em madeira.
É um testemunho dos antigos quiosques tradicionais da cidade do Porto, que no seu auge chegou a ter setenta estruturas deste tipo.
Foi construído em data desconhecida, sendo de 1930 os primeiros registos do seu funcionamento, sendo então propriedade de Manuel António Valdrez. Nessa época, estava implantado no Largo de Santo André, que foi posteriormente renomeado para Praça dos Poveiros. Em 1948, a Câmara Municipal do Porto determinou que fosse relocalizado para a Largo da Ramadinha, situado a curta distância no sentido oriental. Nos princípios da década de 1990, a estrutura original já se encontrava num avançado estado de degradação, pelo que em 1992 a autarquia ordenou que fosse substituída por uma réplica.
Em 1996 o quiosque foi classificado como de Valor Concelhio. Em 2005 a estrutura mudou novamente de local, para a Praça Carlos Alberto, como parte de um programa de requalificação daquela área do Porto. Posteriormente encerrou, tendo sido reaberto em 2016, com uma aposta em produtos tradicionais portugueses, com destaque para a ginjinha de Alcobaça.